# エリック・マリエンサル
エリック・マリエンサル（Eric Marienthal、1957年12月19日 - ）は、アメリカのスムーズジャズ、ジャズ、フュージョン・サックス奏者。チック・コリア・エレクトリック・バンドやザ・リッピントンズ、ゴードン・グッドウィンズ・ビッグ・ファット・バンドのメンバーとして知られる。

## 略歴
小学校5年生の時にサックスを吹き始める。1976年に高校を卒業後、ボストンのバークリー音楽大学にて学び、ジョー・ヴィオラに師事。1980年にロサンジェルスに移住し、トランペッターであるアル・ハートのオーディションを受け合格、アルの拠点ニューオーリンズに移る。カリフォルニア州アナハイムのディズニーランドのバンドに在籍中、ジャズ・ピアニストのチック・コリアに見出され、彼のエレクトリック・バンドに加入した。バンドに在籍中の1987年にGRPレコードよりデビュー・アルバム『デビュー!〜ヴォイセス・オブ・ザ・ハート』を発表。GRP在籍の数多くのミュージシャンと共演する。1997年にギタリストリー・リトナーが創設した新レーベルi.e. Musicに移籍、『イージー・ストリート』を、翌1998年にはキャノンボール・アダレイをトリビュートしたアルバム『ウォーク・トール』を発表。
2000年にラス・フリーマンがリーダーのザ・リッピントンズのアルバム『ライフ・イン・ザ・トロピックス』にゲスト参加、翌2001年にラスの自己レーベルピーク・レコードに移り、ラスのプロデュースによる『ターン・アップ・ザ・ヒート』を発表。2003年にリッピントンズの正メンバーとなり、3作のアルバムに参加している。2005年にはカバーアルバム『ガット・ユー・カヴァード』を発表。2008年にリッピントンズを脱退した。
リッピントンズとは別にエリックは、古くからの仲である、ゴードン・グッドウィンが2000年代初めに立ち上げたビッグ・ファット・バンドにも在籍している。

## ディスコグラフィ

### リーダー・アルバム
- 『デビュー!〜ヴォイセス・オブ・ザ・ハート』 - Voices of the Heart (1988年、GRP)
- 『ラウンド・トリップ』 - Round Trip (1989年、GRP)
- 『クロスローズ』 - Crossroads (1990年、GRP)
- 『オアシス』 - Oasis (1991年、GRP)
- 『ワン・タッチ』 - One Touch (1993年、GRP)
- 『ストリート・ダンス』 - Street Dance (1994年、GRP)
- 『イージー・ストリート』 - Easy Street (1997年、PolyGram/Verve)
- 『コレクション』 - Collection (1997年、GRP) ※コンピレーション
- 『ウォーク・トール』 - Walk Tall (1998年、Verve)
- 『ターン・アップ・ザ・ヒート』 - Turn Up the Heat (2001年、Peak)
- 『スウィート・トーク』 - Sweet Talk (2003年、Peak)
- 『ガット・ユー・カヴァード』 - Got You Covered (2005年、Peak)
- 『ジャスト・アラウンド・ザ・コーナー』 - Just Around the Corner (2007年、Peak)
- It's Love (2012年、Peak/Entertainment One)
- Bridges (2015年、Shanachie) ※with チャック・ローブ
- Double Dealin' (2020年、Shanachie) ※with ランディ・ブレッカー